# كأس ألبانيا 1993–94
كأس ألبانيا 1993–94 (بالألبانية: Kupa e Republikës 1993-94‏) هو الموسم 42 من كأس ألبانيا. أقيم خلال الفترة أغسطس 1993 وحتى مايو 1994، وأشرف على تنظيمه اتحاد ألبانيا لكرة القدم، وفاز فيه نادي تيرانا.